# 유라역
유라역(일본어: 由良駅)은 일본 돗토리현 도하쿠군 호쿠에이정에 있는 서일본 여객철도 산인 본선의 역이다. 단선 · 섬식의 형태를 합친 복합 구조의 철도 역사이다. 애칭은 코난 역이다.

## 역사
- 1903년 12월 20일 : 일본국유철도의 구라요시역 - 우라야스역[1]사이 개업. 승객과 화물 취급 개시.
- 1909년 10월 12일 : 선로 명칭 제정. 산인 본선의 소속이된다.
- 1972년 4월 1일 : 화물 취급 폐지.
- 1987년 4월 1일 : 국철 분할 민영화에 따라 서일본여객철도의 역이 되다.
- 2013년 12월 15일 : 코난 역의 애칭이 붙여졌다.

## 타는 곳
| 플랫폼 | 노선        | 방향   | 행선지                 | 비고                  |
| ------ | ----------- | ------ | ---------------------- | --------------------- |
| 1      | ■ 산인 본선 | 상행선 | 구라요시 · 돗토리 방면 | 통상은 이 승강장      |
| 1      | ■ 산인 본선 | 하행선 | 우라야스 · 요나고 방면 | 통상은 이 승강장      |
| 2      | ■ 산인 본선 | 하행선 | 우라야스 · 요나고 방면 | 대피 · 교차 때        |
| 3      | ■ 산인 본선 | 상행선 | 구라요시 · 돗토리 방면 | 대피 · 통과 열차 교차 |
| 3      | ■ 산인 본선 | 하행선 | 우라야스 · 요나고 방면 | 일부의 대피열차       |

## 갤러리
본 문서의 이해를 돕기 위한 비자유 그림이 있습니다. 
링크의 파일을 직접 올려 주세요
본 문서의 이해를 돕기 위한 비자유 그림이 있습니다. 
링크의 파일을 직접 올려 주세요

## 역 주변
- 호쿠에이 정청
- JA 돗토리추오 오에이 지점
- 호쿠에이 정립 도서관
- 호쿠에이 정립 추오 공민관
- 돗토리 은행 오에이 지점
- 산인합동금고 오에이 출장소
- 구라요시 신용금고

## 인접 정차역
| 서일본 여객철도 산인 본선 | 서일본 여객철도 산인 본선 | 서일본 여객철도 산인 본선 |
| ------------------------- | ------------------------- | ------------------------- |
| 시모호조 교토 방면        | ■ 산인 본선               | 우라야스 요나고 방면      |